# برهان غلیون
برهان غلیون (زاده ۱۹۴۵ در حمص) از اندیشمندان سوری و استاد علوم سیاسی و مدیر مرکز مطالعات شرق معاصر در دانشگاه سوربون شهر فرانسه است. غلیون دانش‌آموخته رشته فلسفه و علوم اجتماعی از دانشگاه دمشق است او همچنین عضو جمعیت جهانی علوم اجتماعی می‌باشد از برهان غلیون می‌توان به عنوان یک از شخصیتهای مهم در زمینهٔ گفتگو و تحقیق دربارهٔ آیندهٔ جهان عرب نام برد.
او از فعالین پروژهٔ نشر دموکراسی در جهان عرب که در سال ۱۹۹۱ تأسیس شد می‌باشد.
برهان غلیون از شاخص‌ترین مخالفان بشار اسد حاکم سوریه به‌شمار می‌آید. وی در پی خیزش سوریه در سال ۲۰۱۱ در ۲۹ آوریل همان سال به عنوان رئیس مجلس انتقالی سوریه که در آنکارا پایتخت ترکیه تشکیل شد انتخاب شد.
در تاریخ ۱۰ ژوئن ۲۰۱۲ میلادی، اعضای شورای ملی سوریه در نشستی در ترکیه، در پی استعفای برهان غلیون از رهبری شورای ملی سوریه، عبد الباسط سیدا از فعالین سیاسی کُردتبار سوریه را به عنوان رهبر جدید خود انتخاب کردند. عده‌ای علت کنار رفتن وی از ریاست شورای ملی سوریه را علوی بودن وی می‌دانند.

## آثار
- حزب گرائی و مشکلات اقلیت‌ها
- نظام سیاسی در اسلام
- گفته‌ای برای دموکراسی
- دستگیری عقل
- مجتمع نخبه
- دردهای عربی:دولت بر ضد ملت
- نقد سیاست:دولت و دین